# NGC 3887
NGC 3887 ist eine Balkenspiralgalaxie vom Hubble-Typ SBbc im Sternbild Becher. Sie ist schätzungsweise 47 Millionen Lichtjahre von der Milchstraße entfernt.
Das Objekt wurde am 31. Dezember 1785 von William Herschel entdeckt.

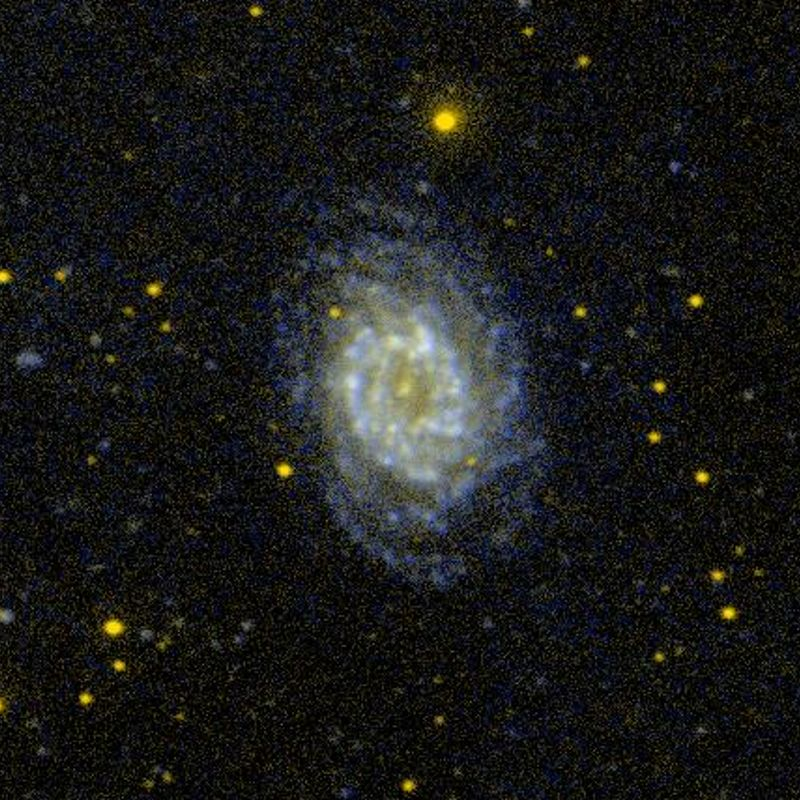
Aufnahme im Ultravioletspektrum mittels GALEX
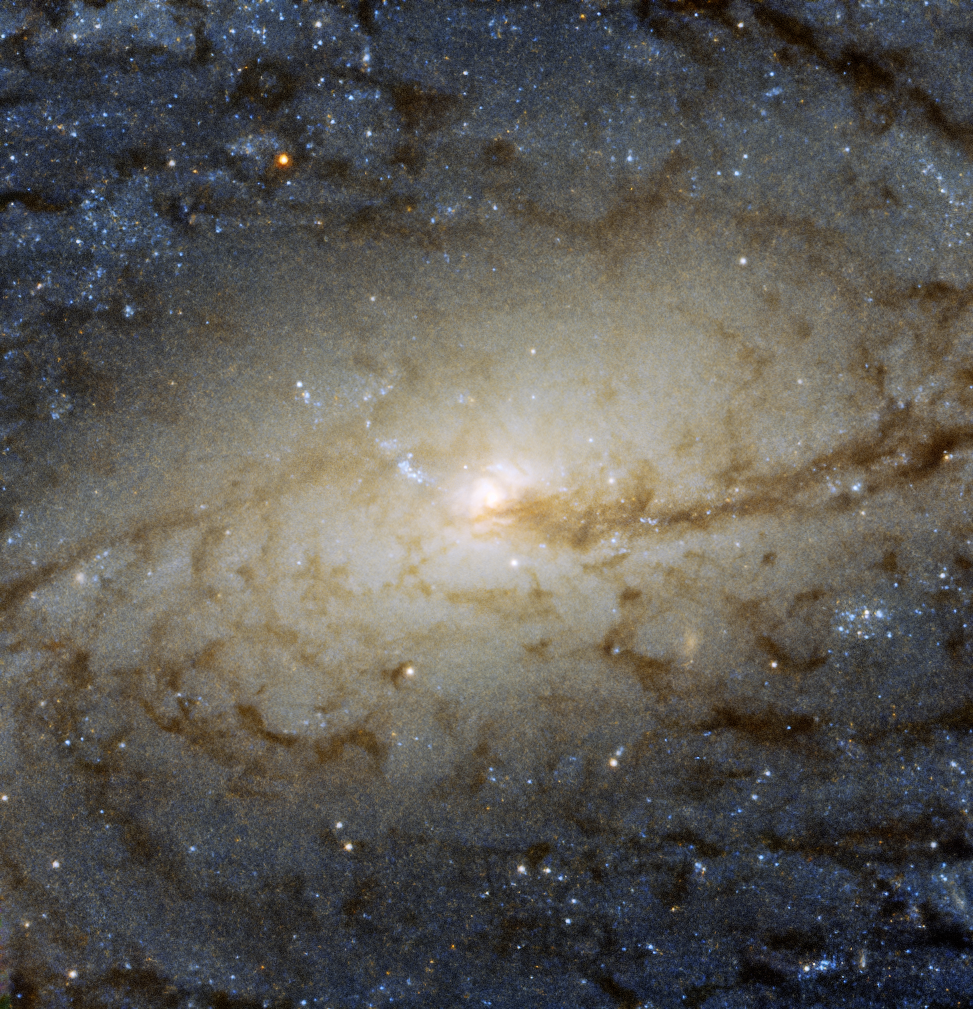
Hochaufgelöste Aufnahme des Zentrums, erstellt mithilfe des Hubble-Weltraumteleskops